# Championnat d'Angleterre de football de quatrième division 2010-2011
Navigation
Édition précédente Édition suivante
La saison 2010-2011 de League Two est la cinquante-troisième édition de la quatrième division anglaise.
Les vingt-quatre clubs participants au championnat sont confrontés à deux reprises aux vingt-trois autres.
À la fin de la saison, les trois premiers sont promus en League One et les quatre suivants s'affrontent en barrages pour une place dans la division supérieure.
Les deux derniers sont relégués en Conference National.

## Les 24 clubs participants
| \| Accrington Stanley Aldershot Barnet Bradford Burton Bury Cheltenham Chesterfield Crewe Alexandra Gillingham Hereford Lincoln City Macclesfield Morecambe Northampton Oxford Port Vale Rotherham Shrewsbury Southend Stevenage Stockport County Torquay Wycombe Wanderers \| Localisation des clubs engagés dans le championnat. |
| Accrington Stanley Aldershot Barnet Bradford Burton Bury Cheltenham Chesterfield Crewe Alexandra Gillingham Hereford Lincoln City Macclesfield Morecambe Northampton Oxford Port Vale Rotherham Shrewsbury Southend Stevenage Stockport County Torquay Wycombe Wanderers                                                           |

| Club               | Stade                  | Capacité | Ville             |
| ------------------ | ---------------------- | -------- | ----------------- |
| Accrington Stanley | Crown Ground           | 5 057    | Accrington        |
| Aldershot Town     | Recreation Ground      | 7 100    | Aldershot         |
| Barnet             | Underhill Stadium      | 6 200    | Londres           |
| Bradford City      | Valley Parade          | 25 136   | Bradford          |
| Burton Albion      | Pirelli Stadium        | 6 912    | Burton upon Trent |
| Bury               | Gigg Lane              | 11 840   | Bury              |
| Cheltenham Town    | Abbey Business Stadium | 7 066    | Cheltenham        |
| Chesterfield       | B2net Stadium          | 10 338   | Chesterfield      |
| Crewe Alexandra    | Alexandra Stadium      | 10 153   | Crewe             |
| Gillingham         | Priestfield Stadium    | 11 582   | Gillingham        |
| Hereford United    | Edgar Street           | 5 075    | Hereford          |
| Lincoln City       | Sincil Bank            | 10 500   | Lincoln           |
| Macclesfield Town  | Moss Rose              | 6 355    | Macclesfield      |
| Morecambe          | Globe Arena            | 6 476    | Morecambe         |
| Northampton Town   | Sixfields Stadium      | 7 653    | Northampton       |
| Oxford United      | Kassam Stadium         | 12 500   | Oxford            |
| Port Vale          | Vale Park              | 19 052   | Stoke-on-Trent    |
| Rotherham United   | Don Valley Stadium     | 25 000   | Sheffield         |
| Shrewsbury Town    | Greenhous Meadow       | 9 875    | Shrewsbury        |
| Southend United    | Roots Hall             | 12 392   | Southend-on-Sea   |
| Stevenage          | Broadhall Way          | 7 100    | Stevenage         |
| Stockport County   | Edgeley Park           | 10 852   | Stockport         |
| Torquay United     | Plainmoor              | 6 104    | Torquay           |
| Wycombe Wanderers  | Adams Park             | 10 284   | High Wycombe      |

### Le personnel et les sponsors
| Équipe             | Manager                    | Président                   | Capitaine         | Kit maker | Sponsor                              |
| ------------------ | -------------------------- | --------------------------- | ----------------- | --------- | ------------------------------------ |
| Accrington Stanley | John Coleman               | Ilyas Khan                  | Andrew Procter    | Joma      | Combined Stabilisation               |
| Aldershot Town     | Dean Holdsworth            | John Leppard                | Anthony Charles   | Carbrini  | EBB Paper                            |
| Barnet             | Giuliano Grazioli(intérim) | Anthony Kleanthous          | Glen Southam      | Vandanel  | Home-Pulse Fitness, Away-Greenfleets |
| Bradford City      | Peter Jackson              | Mark Lawn est Julian Rhodes | Simon Ramsden     | Surridge  | Map Group UK                         |
| Burton Albion      | Paul Peschisolido          | Ben Robinson                | John McGrath      | TAG       | Mr Cropper                           |
| Bury               | Richard Barker (intérim)   | Brian Fenton                | Steven Schumacher | Surridge  | Bury Metropolitan Council            |
| Cheltenham Town    | Mark Yates                 | Paul Baker                  | Michael Pook      | Erreà     | Mira Showers                         |
| Chesterfield       | John Sheridan              | Barrie Hubbard              | Mark Allott       | Respect   | Vodka Kick                           |
| Crewe Alexandra    | Dario Gradi                | John Bowler                 | David Artell      | Lotto     | Mornflake Cereal                     |
| Gillingham         | Andy Hessenthaler          | Paul Scally                 | Barry Fuller      | Vandanel  | Automatic Retailing                  |
| Hereford United    | Jamie Pitman               | David Keyte                 | Michael Townsend  | Admiral   | Cargill                              |
| Lincoln City       | Steve Tilson               | Bob Dorrian                 | Delroy Facey      | Umbro     | Star Glaze                           |
| Macclesfield Town  | Gary Simpson               | Mike Rance                  | Paul Morgan       | adidas    | Voi Jeans                            |
| Morecambe          | Sammy McIlroy              | Peter McGuigan              | Barry Roche       | Puma      | Bench                                |
| Northampton Town   | Gary Johnson               | David Cardoza               | Andy Holt         | Erreà     | Jackson Grundy                       |
| Oxford United      | Chris Wilder               | Kelvin Thomas               | James Constable   | Nike      | Bridle Insurance                     |
| Port Vale          | Micky Adams                | Bill Bratt                  | Marc Richards     | Vandanel  | Harlequin Property                   |
| Rotherham United   | Andy Scott                 | Tony Stewart                | Ryan Cresswell    | Carlotti  | Parkgate Shopping                    |
| Shrewsbury Town    | Graham Turner              | Roland Wycherley            | Ian Sharps        | Joma      | Greenhous                            |
| Southend United    | Paul Sturrock              | Ron Martin                  | Craig Easton      | Nike      | InsureandGo                          |
| Stevenage          | Graham Westley             | Phil Wallace                | Mark Roberts      | Vandanel  | Serverchoice and LCN                 |
| Stockport County   | Ray Mathias                | Alwin Thompson              | Danny Swailes     | Nike      | Stockport council                    |
| Torquay United     | Paul Buckle                | Simon Baker                 | Lee Mansell       | Vandanel  | Sparkworld                           |
| Wycombe Wanderers  | Gary Waddock               | Ivor Beeks                  | Gareth Ainsworth  | Joma      | Bucks New University                 |

#### Changement de Manager
| Équipe           | Manager sortant | Raison du départ            | Date du départ    | Nouveau manager             | Date de nomination | Position dans le tableau |
| ---------------- | --------------- | --------------------------- | ----------------- | --------------------------- | ------------------ | ------------------------ |
| Hereford United  | Graham Turner   | Résigné                     | 16 avril 2010     | Simon Davey                 | 22 juin 2010       | Pré-saison               |
| Barnet           | Ian Hendon      | Renvoyé                     | 28 avril 2010     | Mark Stimson                | 1er juin 2010      | Pré-saison               |
| Shrewsbury Town  | Paul Simpson    | Renvoyé                     | 30 avril 2010     | Graham Turner               | 11 juin 2010       | Pré-saison               |
| Gillingham       | Mark Stimson    | consentement mutuel         | 10 mai 2010       | Andy Hessenthaler           | 22 mai 2010        | Pré-saison               |
| Stockport        | Gary Ablett     | Renvoyé                     | 17 juin 2010      | Paul Simpson                | 12 juillet 2010    | Pré-saison               |
| Lincoln City     | Chris Sutton    | Résigné                     | 29 septembre 2010 | Steve Tilson                | 15 octobre 2010    | 21e                      |
| Hereford United  | Simon Davey     | Renvoyé                     | 4 octobre 2010    | Jamie Pitman                | 19 décembre 2010   | 24e                      |
| Port Vale        | Micky Adams     | Signé par Sheffield United  | 30 décembre 2010  | Jim Gannon                  | 6 janvier 2011     | 2e                       |
| Barnet           | Mark Stimson    | Renvoyé                     | 1er janvier 2011  | Martin Allen                | 23 mars 2011       | 23e                      |
| Stockport County | Paul Simpson    | Renvoyé                     | 4 janvier 2011    | Ray Mathias                 | 9 mars 2011        | 21e                      |
| Aldershot Town   | Kevin Dillon    | Renvoyé                     | 10 janvier 2011   | Dean Holdsworth             | 12 janvier 2011    | 20e                      |
| Bradford City    | Peter Taylor    | Démissionne                 | 26 février 2011   | Peter Jackson               | 28 février 2011    | 20e                      |
| Northampton Town | Ian Sampson     | Renvoyé                     | 2 mars 2011       | Gary Johnson                | 4 mars 2011        | 16e                      |
| Port Vale        | Jim Gannon      | Renvoyé                     | 21 mars 2011      | Micky Adams                 | 13 mai 2011        | 8e                       |
| Rotherham United | Ronnie Moore    | consentement mutuel         | 22 mars 2011      | Andy Scott                  | 13 avril 2011      | 9e                       |
| Bury             | Alan Knill      | Signé par Scunthorpe United | 31 mars 2011      | Richard Barker (intérim)    | 31 mars 2011       | 4e                       |
| Barnet           | Martin Allen    | Signé par Notts County      | 11 avril 2011     | Giuliano Grazioli (intérim) | 11 avril 2011      | 23e                      |

## Compétition

### Classement
Le classement est établi sur le barème de points classique (victoire à 3 points, match nul à 1, défaite à 0).
Pour départager les égalités, on tient d'abord compte de la différence de buts générale, puis du nombre de buts marqués, puis des confrontations directes et enfin si la qualification ou la relégation est en jeu, les deux équipes jouent une rencontre d'appui sur terrain neutre.
| Rang | Équipe              | Pts  | J  | G  | N  | P  | Bp | Bc | Diff |
| ---- | ------------------- | ---- | -- | -- | -- | -- | -- | -- | ---- |
| 1    | Chesterfield R      | 86   | 46 | 24 | 14 | 8  | 85 | 51 | +34  |
| 2    | Bury                | 81   | 46 | 23 | 12 | 11 | 82 | 50 | +32  |
| 3    | Wycombe Wanderers R | 80   | 46 | 22 | 14 | 10 | 69 | 50 | +19  |
| 4    | Shrewsbury Town     | 79   | 46 | 22 | 13 | 11 | 72 | 49 | +23  |
| 5    | Accrington Stanley  | 73   | 46 | 18 | 19 | 9  | 73 | 55 | +18  |
| 6    | Stevenage P         | 69   | 46 | 18 | 15 | 13 | 62 | 45 | +17  |
| 7    | Torquay United      | 68-1 | 46 | 17 | 18 | 11 | 74 | 53 | +21  |
| 8    | Gillingham R        | 68   | 46 | 17 | 17 | 12 | 67 | 57 | +10  |
| 9    | Rotherham United    | 66   | 46 | 17 | 15 | 14 | 75 | 60 | +15  |
| 10   | Crewe Alexandra     | 65   | 46 | 18 | 11 | 17 | 87 | 65 | +22  |
| 11   | Port Vale           | 65   | 46 | 17 | 14 | 15 | 54 | 49 | +5   |
| 12   | Oxford United P     | 63   | 46 | 17 | 12 | 17 | 58 | 60 | -2   |
| 13   | Southend United R   | 61   | 46 | 16 | 13 | 17 | 62 | 56 | +6   |
| 14   | Aldershot Town      | 61   | 46 | 14 | 19 | 13 | 54 | 54 | 0    |
| 15   | Macclesfield Town   | 55   | 46 | 14 | 13 | 19 | 59 | 73 | -14  |
| 16   | Northampton Town P  | 52   | 46 | 11 | 19 | 16 | 63 | 71 | -8   |
| 17   | Cheltenham Town     | 52   | 46 | 13 | 13 | 20 | 56 | 77 | -21  |
| 18   | Bradford City       | 52   | 46 | 15 | 7  | 24 | 43 | 68 | -25  |
| 19   | Burton Albion       | 51   | 46 | 12 | 15 | 19 | 56 | 70 | -14  |
| 20   | Morecambe           | 51   | 46 | 13 | 12 | 21 | 54 | 73 | -19  |
| 21   | Hereford United     | 50   | 46 | 12 | 17 | 17 | 50 | 66 | -16  |
| 22   | Barnet              | 48   | 46 | 12 | 12 | 22 | 58 | 77 | -19  |
| 23   | Lincoln City        | 47   | 46 | 13 | 8  | 25 | 45 | 81 | -36  |
| 24   | Stockport County R  | 41   | 46 | 9  | 14 | 23 | 48 | 96 | -48  |

| Légende : Qualifications et relégations | Légende : Qualifications et relégations                   |
| --------------------------------------- | --------------------------------------------------------- |
|                                         | Promu en League One                                       |
|                                         | Qualification pour les barrages d'accession en League One |
|                                         | Relégation en Conférence National                         |
|                                         | R : Relégué en 2009-2010 P : Promu en 2009-2010           |

### Matchs
| Résultats (▼dom., ►ext.)                                   | ACC | ALD | BRN | BRA | BRT | BRY | CHL | CHS | CRE | GIL | HER | LIN | MAC | MOR | NOR | OXF | PVA | ROT | SHR | STD | STE | STP | TOR | WYC |
| Accrington Stanley                                         |     | 0-0 | 3-1 | 3-0 | 3-1 | 1-0 | 2-4 | 2-2 | 3-2 | 7-4 | 4-0 | 3-0 | 3-0 | 1-1 | 3-1 | 0-0 | 3-0 | 2-3 | 1-3 | 3-1 | 1-0 | 3-0 | 1-0 | 1-1 |
| Aldershot Town                                             | 1-1 |     | 1-0 | 1-0 | 1-2 | 1-3 | 0-2 | 0-2 | 3-2 | 1-1 | 1-3 | 2-2 | 0-0 | 2-1 | 1-1 | 1-2 | 1-2 | 2-2 | 3-0 | 1-0 | 1-1 | 1-0 | 1-0 | 0-0 |
| Barnet                                                     | 2-0 | 1-2 |     | 0-2 | 0-0 | 1-1 | 3-1 | 2-2 | 2-1 | 1-2 | 2-0 | 4-2 | 1-0 | 1-2 | 4-1 | 2-2 | 1-0 | 1-4 | 1-1 | 0-2 | 0-3 | 1-3 | 0-3 | 0-1 |
| Bradford City                                              | 1-1 | 2-1 | 1-3 |     | 1-1 | 1-0 | 3-1 | 0-1 | 1-5 | 0-1 | 1-0 | 1-2 | 0-1 | 0-1 | 1-1 | 5-0 | 0-2 | 2-1 | 1-2 | 0-2 | 1-0 | 3-2 | 0-3 | 1-0 |
| Burton Albion                                              | 1-1 | 1-2 | 1-4 | 3-0 |     | 1-3 | 2-0 | 1-0 | 1-1 | 1-1 | 3-0 | 3-1 | 3-2 | 3-2 | 1-1 | 0-0 | 0-0 | 2-4 | 0-0 | 3-1 | 0-2 | 2-1 | 3-3 | 1-2 |
| Bury                                                       | 3-0 | 1-1 | 2-0 | 0-1 | 1-0 |     | 2-3 | 1-1 | 3-1 | 5-4 | 1-1 | 1-0 | 2-2 | 1-0 | 1-1 | 3-0 | 0-1 | 1-1 | 1-0 | 1-0 | 3-0 | 0-1 | 1-2 | 1-3 |
| Cheltenham Town                                            | 1-2 | 1-2 | 1-1 | 4-0 | 2-1 | 0-2 |     | 0-3 | 3-2 | 1-2 | 0-3 | 1-2 | 0-1 | 1-1 | 1-0 | 1-1 | 0-0 | 1-1 | 0-1 | 0-2 | 1-0 | 2-1 | 2-2 | 1-2 |
| Chesterfield                                               | 5-2 | 2-2 | 2-1 | 2-2 | 1-2 | 2-3 | 3-0 |     | 5-5 | 3-1 | 4-0 | 2-1 | 2-1 | 0-2 | 2-1 | 1-2 | 2-0 | 5-0 | 4-3 | 2-1 | 1-0 | 4-1 | 1-0 | 4-1 |
| Crewe Alexandra                                            | 0-0 | 3-1 | 7-0 | 2-1 | 4-1 | 3-0 | 8-1 | 2-0 |     | 1-1 | 0-1 | 1-1 | 1-1 | 2-1 | 2-0 | 1-1 | 2-1 | 0-1 | 1-2 | 1-0 | 0-1 | 2-0 | 3-3 | 3-0 |
| Gillingham                                                 | 3-1 | 2-1 | 2-4 | 2-0 | 1-0 | 1-1 | 1-1 | 0-2 | 1-3 |     | 0-0 | 0-1 | 2-4 | 1-1 | 1-0 | 0-0 | 3-0 | 3-1 | 2-0 | 0-0 | 1-0 | 2-1 | 1-1 | 0-2 |
| Hereford United                                            | 1-1 | 2-2 | 1-2 | 1-1 | 0-0 | 0-3 | 1-1 | 3-0 | 1-0 | 0-0 |     | 0-1 | 2-2 | 2-1 | 1-1 | 0-2 | 1-1 | 0-1 | 0-2 | 1-3 | 1-4 | 3-0 | 2-2 | 0-0 |
| Lincoln City                                               | 0-0 | 0-3 | 1-0 | 1-2 | 0-0 | 0-5 | 0-2 | 0-2 | 1-1 | 0-4 | 3-1 |     | 2-1 | 2-0 | 0-2 | 3-1 | 1-0 | 0-6 | 1-5 | 2-1 | 0-1 | 0-0 | 0-2 | 1-2 |
| Macclesfield Town                                          | 2-2 | 2-0 | 1-1 | 0-1 | 2-1 | 2-4 | 0-2 | 1-1 | 1-0 | 2-4 | 1-1 | 1-1 |     | 2-0 | 2-0 | 3-2 | 0-3 | 0-2 | 0-1 | 0-0 | 0-4 | 0-2 | 3-3 | 0-1 |
| Morecambe                                                  | 1-2 | 1-1 | 2-2 | 0-1 | 2-1 | 1-4 | 1-1 | 1-1 | 1-2 | 1-1 | 1-1 | 1-2 | 1-2 |     | 1-2 | 0-3 | 1-0 | 0-0 | 1-0 | 2-1 | 0-0 | 5-0 | 2-1 | 0-3 |
| Northampton Town                                           | 0-0 | 1-1 | 0-0 | 0-2 | 2-3 | 2-4 | 1-1 | 1-2 | 6-2 | 2-1 | 3-4 | 2-1 | 0-1 | 3-3 |     | 2-1 | 0-0 | 2-2 | 2-3 | 2-1 | 2-0 | 2-0 | 2-2 | 1-1 |
| Oxford United                                              | 0-0 | 0-1 | 2-1 | 2-1 | 3-0 | 1-2 | 1-1 | 0-0 | 2-1 | 0-1 | 0-1 | 2-1 | 2-1 | 4-0 | 3-1 |     | 2-1 | 2-1 | 3-1 | 0-2 | 1-2 | 0-1 | 0-2 | 2-2 |
| Port Vale                                                  | 2-0 | 1-0 | 0-0 | 2-1 | 2-1 | 0-0 | 0-1 | 1-1 | 2-1 | 0-0 | 1-1 | 2-1 | 2-1 | 7-2 | 1-1 | 1-2 |     | 1-0 | 1-0 | 1-1 | 1-3 | 1-2 | 1-2 | 2-1 |
| Rotherham United                                           | 2-0 | 1-0 | 0-0 | 0-0 | 3-3 | 0-0 | 6-4 | 1-0 | 3-1 | 0-1 | 0-0 | 2-1 | 1-1 | 0-1 | 2-2 | 2-1 | 5-0 |     | 1-3 | 1-2 | 1-1 | 4-0 | 3-1 | 3-4 |
| Shrewsbury Town                                            | 0-0 | 1-1 | 2-1 | 3-1 | 3-0 | 0-3 | 1-1 | 0-0 | 0-1 | 0-0 | 4-0 | 2-0 | 4-1 | 1-3 | 3-1 | 3-0 | 2-2 | 1-0 |     | 1-1 | 1-0 | 2-0 | 1-1 | 1-1 |
| Southend United                                            | 1-1 | 0-0 | 2-1 | 4-0 | 1-1 | 1-1 | 1-2 | 2-3 | 0-2 | 2-2 | 4-0 | 1-0 | 4-1 | 2-3 | 1-1 | 2-1 | 1-3 | 1-0 | 0-2 |     | 1-0 | 1-1 | 2-1 | 3-2 |
| Stevenage                                                  | 2-2 | 2-2 | 4-2 | 2-1 | 2-1 | 3-3 | 4-0 | 0-0 | 1-1 | 2-2 | 0-1 | 2-1 | 2-2 | 2-0 | 0-1 | 0-0 | 1-0 | 3-0 | 1-1 | 1-1 |     | 3-1 | 0-0 | 0-2 |
| Stockport County                                           | 2-2 | 2-2 | 2-1 | 1-1 | 0-0 | 2-1 | 1-1 | 1-1 | 3-3 | 1-5 | 0-5 | 3-4 | 1-4 | 0-2 | 2-2 | 2-1 | 0-5 | 3-3 | 0-4 | 2-1 | 2-2 |     | 1-1 | 0-0 |
| Torquay United                                             | 0-0 | 0-1 | 1-1 | 2-0 | 1-0 | 3-4 | 2-1 | 0-0 | 2-1 | 1-1 | 1-3 | 2-0 | 1-3 | 3-1 | 3-0 | 3-4 | 0-0 | 1-1 | 5-0 | 1-1 | 2-0 | 2-0 |     | 0-0 |
| Wycombe Wanderers                                          | 1-2 | 2-2 | 4-2 | 1-0 | 4-1 | 1-0 | 2-1 | 1-2 | 2-0 | 1-0 | 2-1 | 2-2 | 1-2 | 2-0 | 2-2 | 0-0 | 1-1 | 1-0 | 2-2 | 3-1 | 0-1 | 2-0 | 1-3 |     |
| - Victoire à domicile - Match nul - Victoire à l'extérieur |     |     |     |     |     |     |     |     |     |     |     |     |     |     |     |     |     |     |     |     |     |     |     |     |

### Barrages
|  | Demi-finales           | Demi-finales   | Demi-finales | Demi-finales |   |  | Finale | Finale | Finale |  |  |  |  |  |  |  |
|  |                        |                |              |              |   |  |        |        |        |  |  |  |  |  |  |  |
|  |                        |                |              |              |   |  |        |        |        |  |  |  |  |  |  |  |
|  |                        |                |              |              |   |  |        |        |        |  |  |  |  |  |  |  |
|  | (4) Shrewsbury Town    | 0              | 0            |              |   |  |        |        |        |  |  |  |  |  |  |  |
|  | (4) Shrewsbury Town    | 0              | 0            |              |   |  |        |        |        |  |  |  |  |  |  |  |
|  | (7) Torquay United     | 2              | 0            |              |   |  |        |        |        |  |  |  |  |  |  |  |
|  | (7) Torquay United     | 2              | 0            | Stevenage    | 1 |  |        |        |        |  |  |  |  |  |  |  |
|  |                        |                |              |              | 1 |  |        |        |        |  |  |  |  |  |  |  |
|  |                        | Torquay United | 0            |              |   |  |        |        |        |  |  |  |  |  |  |  |
|  | (5) Accrington Stanley | Torquay United | 0            | 0            | 0 |  |        |        |        |  |  |  |  |  |  |  |
|  | (5) Accrington Stanley |                |              |              |   |  |        |        |        |  |  |  |  |  |  |  |
|  | (6) Stevenage          | 2              | 1            |              |   |  |        |        |        |  |  |  |  |  |  |  |
|  | (6) Stevenage          | 2              | 1            |              |   |  |        |        |        |  |  |  |  |  |  |  |

|  | Tirs au but |

|  | Score de l'équipe recevant |

### Demi-finales Aller
| Samedi 14 mai 2011 17h45 | Torquay United              | 2 - 0   | Shrewsbury Town | Plainmoor, Torquay                              |                                                 |
|                          | Zebroski 29e · O'Kane 45+3e | (2 - 0) |                 | Spectateurs : 4 130 Arbitrage : Scott Mathieson | Spectateurs : 4 130 Arbitrage : Scott Mathieson |
|                          | Rapport                     |         |                 | Spectateurs : 4 130 Arbitrage : Scott Mathieson | Spectateurs : 4 130 Arbitrage : Scott Mathieson |

| Dimanche 15 mai 2011 18h30 | Stevenage                                                          | 2 - 0   | Accrington Stanley            | Broadhall Way, Stevenage                   |                                            |
|                            | Long 24e, 68e · Byrom 45e · Joyce 67e · Wilson 83e · Beardsley 87e | (1 - 0) | Phil Edwards 58e · Craney 67e | Spectateurs : 4 424 Arbitrage : Roger East | Spectateurs : 4 424 Arbitrage : Roger East |
|                            | Rapport                                                            |         |                               | Spectateurs : 4 424 Arbitrage : Roger East | Spectateurs : 4 424 Arbitrage : Roger East |

### Demi-finales Retour
| Vendredi 20 mai 2011 19h45 | Shrewsbury Town | 0 - 0   | Torquay United                           | Greenhous Meadow, Shrewsbury                 |                                              |
|                            | Sharps 27e      | (0 - 0) | Tomlin 28e · Lathrope 66e · Branston 85e | Spectateurs : 8 452 Arbitrage : Kevin Wright | Spectateurs : 8 452 Arbitrage : Kevin Wright |
|                            | Rapport         |         |                                          | Spectateurs : 8 452 Arbitrage : Kevin Wright | Spectateurs : 8 452 Arbitrage : Kevin Wright |

Score cumulée 0-2
| Vendredi 20 mai 2011 19h45 | Accrington Stanley                                          | 0 - 1   | Stevenage                                  | Crown Ground, Accrington                      |                                               |
|                            | Edwards 39e · Jacobson 68e · Sean McConville 69e · Ryan 72e | (0 - 0) | 35e Murphy · 45+1e Charles · 90e Beardsley | Spectateurs : 4 185 Arbitrage : Russell Booth | Spectateurs : 4 185 Arbitrage : Russell Booth |
|                            | Rapport                                                     |         |                                            | Spectateurs : 4 185 Arbitrage : Russell Booth | Spectateurs : 4 185 Arbitrage : Russell Booth |

Score cumulée 0-3

### Finale
| Samedi 28 mai 2011 | Stevenage    | 1 - 0   | Torquay United | Old Trafford, Manchester                        |                                                 |
| 15h00 WET          | Mousinho 41e | (1 - 0) |                | Spectateurs : 11 484 Arbitrage : Darren Deadman | Spectateurs : 11 484 Arbitrage : Darren Deadman |
| 15h00 WET          | Rapport      |         |                | Spectateurs : 11 484 Arbitrage : Darren Deadman | Spectateurs : 11 484 Arbitrage : Darren Deadman |

|               | Gardien de but | Chris Day        |       |     |  |  |
|               | D              | Scott Laird      |       |     |  |  |
|               | D              | Mark Roberts     |       |     |  |  |
|               | D              | Michael Bostwick |       |     |  |  |
|               | D              | Ronnie Henry     |       |     |  |  |
|               | D              | Darius Charles   |       | 85e |  |  |
|               | M              | Lawrie Wilson    |       |     |  |  |
|               | M              | Stacy Long       |       |     |  |  |
|               | M              | Joel Byrom       |       | 57e |  |  |
|               | A              | John Mousinho    | 59e   |     |  |  |
|               | A              | Craig Reid       |       | 62e |  |  |
| Remplaçants : |                |                  |       |     |  |  |
|               | Gardien de but | Joe Welch        |       |     |  |  |
|               | D              | Jon Ashton       |       |     |  |  |
|               | M              | Darren Murphy    |       | 57e |  |  |
|               | M              | Peter Winn       |       |     |  |  |
|               | A              | Ben May          |       |     |  |  |
|               | A              | Chris Beardsley  |       | 85e |  |  |
|               | A              | Byron Harrison   | 90+4e | 62e |  |  |
| Entraîneur :  |                |                  |       |     |  |  |
|               | Graham Westley |                  |       |     |  |  |

|               | Gardien de but | Scott Bevan           |     |     |  |
|               | D              | Kevin Nicholson       |     | 83e |  |
|               | D              | Chris Robertson       |     |     |  |
|               | D              | Lee Mansell           |     |     |  |
|               | D              | Guy Branston          |     |     |  |
|               | M              | Billy Kee             |     |     |  |
|               | M              | Jake Robinson         |     | 83e |  |
|               | M              | Eunan O'Kane          |     |     |  |
|               | M              | Damon Lathrope        |     | 79e |  |
|               | A              | Gavin Tomlin          |     |     |  |
|               | A              | Chris Zebroski        | 55e |     |  |
| Remplaçants : |                |                       |     |     |  |
|               | Gardien de but | Danny Potter          |     |     |  |
|               | D              | Lathaniel Rowe-Turner |     | 83e |  |
|               | D              | Joe Oastler           | 80e | 79e |  |
|               | D              | Mark Ellis            |     |     |  |
|               | D              | Saul Halpin           |     |     |  |
|               | M              | Danny Stevens         |     | 83e |  |
|               | M              | Lloyd Macklin         |     |     |  |
| Entraîneur :  |                |                       |     |     |  |
|               | Paul Buckle    |                       |     |     |  |

### Statistiques Finale
|                      | Stevenage | Torquay United |
| -------------------- | --------- | -------------- |
| Buts marqués         | 1         | 0              |
| Total tirs           | 8         | 16             |
| Tirs cadrés          | 4         | 3              |
| Possession du ballon | 54 %      | 46 %           |
| Corner               | 3         | 7              |
| Fautes commises      | 14        | 10             |
| Hors-jeu             | 1         | 2              |
| Cartons jaunes       | 2         | 2              |
| Cartons rouges       | 0         | 0              |

## Bilan de la saison
| Promotions et relégations       |                                                                     |
| Relégués de League One          | Dagenham & Redbridge, Bristol Rovers, Plymouth Argyle, Swindon Town |
| Promus en League One            | Chesterfield, Bury, Wycombe Wanderers, Stevenage                    |
| Relégués en Conference National | Stockport County, Lincoln City                                      |
| Promus de Conference National   | Crawley Town, AFC Wimbledon                                         |

## Statistiques
| Rang | Nom               | Club                           | Buts |
| ---- | ----------------- | ------------------------------ | ---- |
| 1    | Clayton Donaldson | Crewe Alexandra                | 28   |
| 2    | Ryan Lowe         | Bury                           | 27   |
| 3    | Cody McDonald     | Gillingham                     | 25   |
| 4    | Craig Davies      | Chesterfield                   | 23   |
| 4    | Adam Le Fondre    | Rotherham United               | 23   |
| 5    | Barry Corr        | Southend United                | 18   |
| 5    | Jack Lester       | Chesterfield                   | 18   |
| 5    | Shaun Miller      | Crewe Alexandra                | 18   |
| 5    | Wesley Thomas     | Cheltenham Town                | 18   |
| 9    | James Hanson      | Burton Albion Northampton Town | 16   |
| 9    | Tyrone Barnett    | Port Vale                      | 16   |
| 10   | Danny Whitaker    | Chesterfield                   | 15   |
| 10   | Ashley Grimes     | Lincoln City                   | 15   |
| 10   | James Constable   | Oxford United                  | 15   |
| 10   | Jake Robinson     | Torquay United                 | 15   |

| Rang | Nom             | Club               | Passes |
| ---- | --------------- | ------------------ | ------ |
| 1    | Ryan Hall       | Southend United    | 16     |
| 2    | Nicky Law       | Rotherham United   | 12     |
| 3    | Shaun Miller    | Crewe Alexandra    | 11     |
| 4    | Matt Harrold    | Shrewsbury Town    | 10     |
| 4    | Mark Marshall   | Barnet             | 10     |
| 6    | Michael Jacobs  | Northampton Town   | 9      |
| 6    | Craig Stanley   | Torquay United     | 9      |
| 6    | Drew Talbot     | Chesterfield       | 9      |
| 6    | Danny Whitaker  | Chesterfield       | 9      |
| 10   | Jack Lester     | Chesterfield       | 8      |
| 10   | Sean McConville | Accrington Stanley | 8      |
| 10   | Lawrie Wilson   | Stevenage          | 8      |

### Buts[35]
- Premier but de la saison : Peter Vincenti pour Stevenage contre Macclesfield Town, 6:43 minutes 7 août 2010[36].
- Plus grande marge : 7 buts
  - Crewe Alexandra 7–0 Barnet, le 21 août 2010
  - Crewe Alexandra 8–1 Cheltenham Town, le 2 avril 2011
- Plus grand nombre de buts dans une rencontre : 11 buts —  Accrington Stanley 7-4 Gillingham, le 2 octobre 2010
- Meilleure attaque de la saison : Crewe Alexandra (87 buts)
- Meilleure défense de la saison : Stevenage (25 buts)
- Plus grand nombre de victoires : Chesterfield (24)
- Plus grand nombre de matchs nuls : Accrington Stanley, Aldershot Town, Northampton Town (19)
- Plus grand nombre de défaites : Lincoln City (25)
- Moins de victoires : Stockport County (9)
- Moins de matchs nuls : Bradford City (7)
- Moins de défaites : Chesterfield (8)
- La plus longue série de victoires : (6 matchs)
  - Bury
  - Stevenage
- La plus longue série d'invincibilité : (16 matchs)
  - Gillingham
- La plus longue série sans victoire :	(18 matchs)
  - Northampton Town
- La plus longue série sans perdre :	(5 matchs)
  - Northampton Town
  - Lincoln City

### Affluences
- Affluence la plus élevée : 15 332 Bradford City 3-2 Stockport County 26 février 2011
- Affluence la plus basse :  1 067 Macclesfield Town 1-1 Lincoln City 15 mars 2011
- Affluence moyenne : 4 166

### Discipline[37]
- Plus grand nombre de cartons jaunes (club): 78 - Hereford Unies
- Plus grand nombre de cartons jaunes (joueur): 13 - John McGrath (Burton Albion)
- Plus grand nombre de cartons rouges (club): 9 - Stevenage
- Plus grand nombre de cartons rouges (joueur): 2
  - Luc Foster (Stevenage)
  - Abdul Osman (Northampton Town)
  - Steven Schumacher (Bury)
  - Michael Townsend (Hereford United)
  - Jamie Vincent (Aldershot Town)
- Plus grand nombre de faute (club): 563 - Gillingham
- Plus grand nombre de faute (joueur): 94 - Matt Harold (Shrewsbury Town)

## Distinctions
| Mois           | Joueur         | Club             | Source. |
| -------------- | -------------- | ---------------- | ------- |
| Août 2010      | Adam Le Fondre | Rotherham United |         |
| Septembre 2010 | Ryan Lowe      | Bury             |         |
| Octobre 2011   | Craig Davies   | Chesterfield     |         |
| Novembre 2010  | Mark Wright    | Shrewsbury Town  |         |
| Décembre 2010  | Greg Tansey    | Stockport County |         |
| Janvier 2011   | Cody McDonald  | Gillingham       |         |
| Février 2011   | Ryan Lowe      | Bury             |         |
| Mars 2011      | Craig Davies   | Chesterfield     |         |
| Avril 2011     | Ryan Lowe      | Bury             |         |

| Mois           | Joueur            | Club            | Source. |
| -------------- | ----------------- | --------------- | ------- |
| Août 2010      | Paul Buckle       | Torquay United  |         |
| Septembre 2010 | Micky Adams       | Port Vale       |         |
| Octobre 2010   | Alan Knill        | Bury            |         |
| Novembre 2010  | Micky Adams       | Port Vale       |         |
| Décembre 2010  | Andy Hessenthaler | Gillingham      |         |
| Janvier 2011   | Dario Gradi       | Crewe Alexandra |         |
| Février 2011   | Graham Turner     | Shrewsbury Town |         |
| Mars 2011      | Dean Holdsworth   | Aldershot Town  |         |
| Avril 2011     | Barker            | Bury            |         |